# Marco Massari
Marco Massari (Reggio Emilia, 1º novembre 1960) è un medico e politico italiano, dal 2024 sindaco di Reggio Emilia.

## Biografia
È figlio del partigiano sappista Leo "Bulin" Massari. Impegnato da giovane nella Federazione Giovanile Comunista Italiana, l'organizzazione giovanile del Partito Comunista Italiano, Massari si laurea in medicina, specializzandosi prima in gastroenterologia ed endoscopia digestiva e poi in malattie infettive.
Nel 1989 Massari entra nell'azienda ospedaliera Arcispedale Santa Maria Nuova di Reggio Emilia come medico incaricato e nel settembre 1990 entra di ruolo a tempo indeterminato come dirigente medico presso la Divisione di Malattie infettive, di cui a partire dall'agosto 2020 è direttore di struttura complessa.
In prima linea contro la pandemia di COVID-19, Massari diventa il primo medico reggiano a sottoporsi alla vaccinazione dal coronavirus.

### Sindaco di Reggio Emilia
In occasione delle elezioni amministrative del 2024, Massari diventa il candidato ufficiale della coalizione di centro-sinistra per la carica di sindaco di Reggio nell'Emilia, sostenuto dal Partito Democratico, Movimento 5 Stelle, Sinistra Italiana, Possibile, Europa Verde e Azione, risultando eletto al primo turno con il 56,05% dei voti..